# ヴィッカース

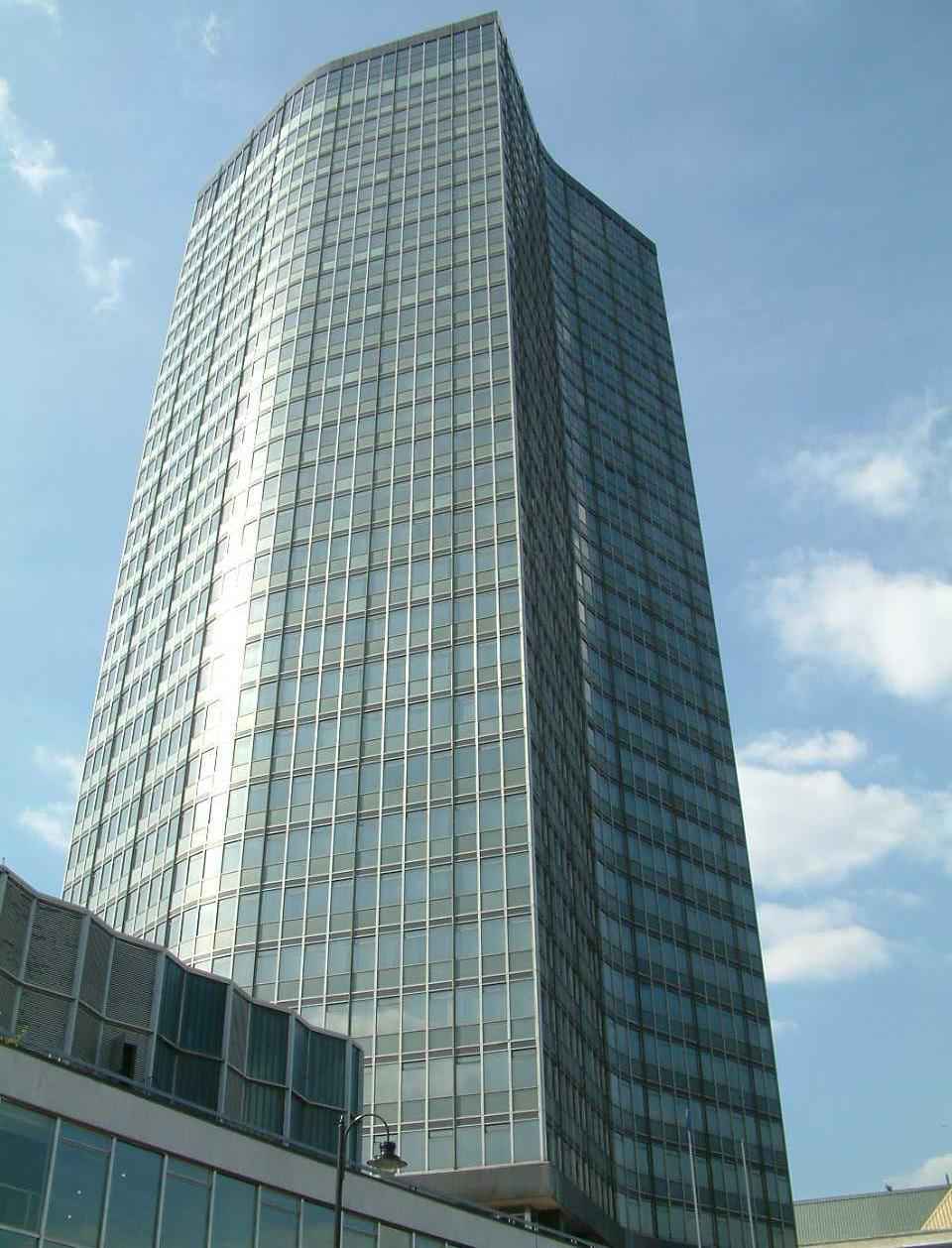
本社ビルだったヴィッカース・タワー（現ミルバンク・タワー）

ヴィッカース (Vickers) は、イギリスで1828年から1999年まで（名称は2003年まで、傍流は2004年まで）存続した、重工業メーカーである。

## 歴史

### ネイラー・ヴィッカース＆カンパニー
1828年、粉屋のエドワード・ヴィッカースとその義父ジョージ・ネイラー (George Naylor) が、ネイラー・ヴィッカース＆カンパニー (Naylor Vickers and Company) を創業した。

### ヴィッカース・サンズ&カンパニー
1867年、会社は株式会社化し、ヴィッカース・サンズ＆カンパニー(Vickers, Sons & Company) となった。

### ヴィッカース・サンズ&マキシム

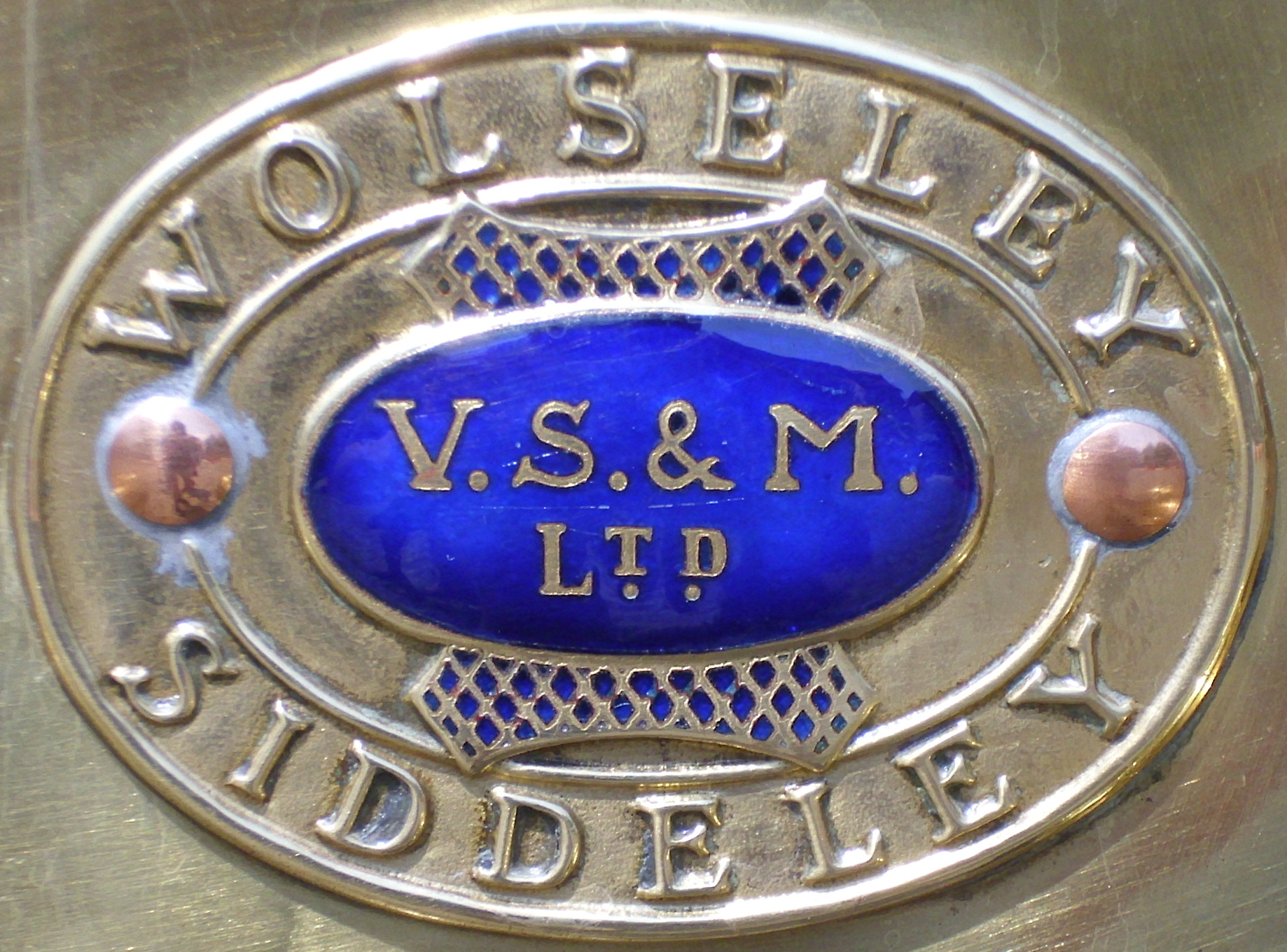
ヴィッカース・サンズ&マキシムのエンブレム

1897年、造船会社バロー・シッピング (Barrow Shipbuilding Company) とその子会社のマキシム・ノーデンフェルトを買収・吸収合併し、ヴィッカース・サンズ＆マキシム (Vickers, Sons & Maxim) となった。

### ヴィッカース・リミテッド

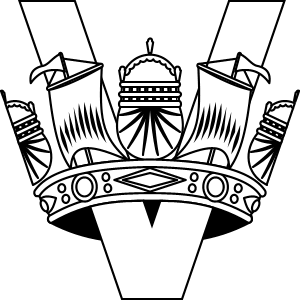
ヴィッカース・リミテッドのロゴ

1911年、会社はヴィッカース・リミテッド と名を変え、航空機部門を設立して航空機製造に乗り出した。
1919年、重電会社のブリティッシュ・ウェスティングハウスを買収し、メトロポリタン・ヴィッカースとした。

### ヴィッカース・アームストロング
1927年、アームストロング・ホイットワースと合併し、ヴィッカース・アームストロング・リミテッドとなった。
1928年、航空機メーカーのスーパーマリンを買収し傘下とした。
1960年、イギリス政府の政策により、航空機部門が他の数社と合併し、ブリティッシュ・エアクラフト・コーポレーション (BAC) となった。1963年にはスーパーマリンが操業を終え、1965年にはヴィッカースは航空機産業から撤退した。

### ヴィッカース plc

ヴィッカースplcのロゴ

1977年、造船部門と製鉄部門が国有化され、ヴィッカース・アームストロングはヴィッカース plcと社名を変えた。
造船部門の子会社ヴィッカース・シップビルディング・アンド・エンジニアリングは1977年航空・造船産業法により国有化され、その後も社名を保っていたが、1995年にゼネラル・エレクトリック・カンパニーに買収され、マルコーニ電子システムの一部となった。なお、ブリティッシュ・エアロスペースへの買収を経て、造船部門は現在BAEシステムズ・サブマリンズとなっている。
製鉄部門は、国有化されてブリティッシュ・スチールの一部となった。
1986年、国営の銃器工場であったロイヤル・オードナンス・ファクトリーリーズ工場を買収し、ヴィッカース・ディフェンス・システムズ (Vickers Defence Systems) とした。

### 終焉
1999年、ヴィッカースはロールス・ロイス・ホールディングスに買収された。
2002年、ヴィッカースの兵器部門がアルヴィス plcに売却され、アルヴィス・ヴィッカース (Alvis Vickers) となった。
2003年、ロールス・ロイス傘下のヴィッカース plcはヴィンターズ plc (Vinters plc) に名を変えた。子会社も同様である。これにより、ロールス・ロイス・グループからヴィッカースの名は消えたが、アルヴィス・ヴィッカースにはまだ名を残していた。
2004年、アルヴィス・ヴィッカースがアルヴィスごとジェネラル・ダイナミクスに買収され、さらにBAEシステムズに買収された。同年、BAEシステムズは子会社 BAE Systems RO Defence とアルヴィス・ヴィッカースを合併させ新会社BAEシステムズ・ランド・システムズ (BAE Systems Land Systems; BAE LS、現BAE システムズ・ランド・アンド・アーマメンツ) を設立した。これにより、ヴィッカースの名は完全に消滅した。

## ヴィッカース・タワー
1963年から、ロンドン・ウェストミンスターのミルバンクに建設した「ヴィッカース・タワー」(Vickers Tower) に本社を置いていた。このビルは現在は「ミルバンク・タワー」と呼ばれている。
高さ118メートルの32階建てで、1967年にポスト・オフィス・タワー（現BTタワー）に記録を破られるまではイギリスで最も高いビルだった。

## 著名な製品
- ヴィッカース重機関銃
- 金剛 (戦艦)
- 三笠 (戦艦)